# Jamie Muir
James David „Jamie“ Muir (* 30. November 1942 in Edinburgh; † 17. Februar 2025 in Cornwall) war ein britischer Künstler, der vor allem als Perkussionist zur Entwicklung der Neuen Improvisationsmusik beigetragen hat und für kurze Zeit auch zur Band King Crimson gehörte.

## Leben und Wirken
Muir hatte zunächst Klavierunterricht und spielte Horn, bevor er sich während seines Studiums auf dem Edinburgh College of Art dem Jazz zuwandte. Er spielte kurzzeitig Posaune, wechselte dann aber zum Schlagzeug und gründete in den frühen sechziger Jahren die Band The Assassination Attempt, die Free Jazz spielte. Als er nach London zog, spielte er im Little Theater mit Derek Bailey. 1968 gründeten die beiden mit Evan Parker die Music Improvisation Company, die bis 1971 bestand und bald mit Hugh Davies zum Quartett erweitert wurde. Muir integrierte zahlreiche Objets trouvés in sein Spiel. Dabei ging es ihm darum, diese von anderen weggeworfenen Dinge nicht in einen Antiquitätenladen zu verwandeln, sondern als Müll zu behandeln, dem man sich aber „mit absolutem Respekt vor seiner Natur als Müll annähern“ solle. „Der Weg, das Unentdeckte in den Dimensionen der Kunst zu erfahren, besteht darin, alles Vertraute (die Verschleierung des Unbekannten) sofort zu verwerfen – um so der Musik eine Zukunft zu geben.“ Die Music Improvisation Company wurde international durch ihr Album für ECM bekannt.
Daneben spielte Muir auch kurzzeitig mit Pete Browns Battered Ornaments, 1970 in der Band Boris (mit Don Weller, Jamie Peters und Jimmy Roche) sowie in der Afrorock-Band Assagai, um dann mit Alan Gowen und Allan Holdsworth Sunship zu gründen. Im Sommer 1972 holte ihn Robert Fripp dann als Perkussionisten zu King Crimson, wo er bis Anfang 1973 wirkte.
Nach Aussage von David Cross lernten alle Mitglieder der Band unglaublich viel von Muir, der als Katalysator wirkte.
Als Muir entschied, die Prinzipien des Buddhismus strenger einzuhalten und sich in ein Kloster zurückzuziehen, verließ er die Band, nachdem das Album Larks’ Tongues in Aspic fertiggestellt war. Erst 1980 kam er zurück nach London, wo er wieder mit Bailey arbeitete. Gemeinsam mit Michael Giles und David Cunningham verfasste er 1983 die Filmmusik für Ghost Dance.
Muir zog sich 1989 völlig von der Musikszene zurück und widmete sich danach allein dem Malen.
Am 17. Februar 2025 starb er im Alter von 82 Jahren in Cornwall.

## Diskographische Hinweise
- Music Improvisation Company (ECM, 1970)
- Music Improvisation Company 1968–1971 (Incus 1971)
- King Crimson Larks’ Tongues in Aspic (1973)
- Jamie Muir, Derek Bailey Dart Drug  (Incus 1981)
- Michael Giles / Jamie Muir / David Cunningham Ghost Dance (1983)